# Маліна (Куявсько-Поморське воєводство)
Маліна (пол. Malina) — село в Польщі, у гміні Пйотркув-Куявський Радзейовського повіту Куявсько-Поморського воєводства.
У 1975-1998 роках село належало до Влоцлавського воєводства.